# Rivas, Loire
Rivas là một xã trong tỉnh Loire miền trung nước Pháp.